# Halltal (Tirol)
Het Halltal is een klein zijdal van het Inndal in de Oostenrijkse deelstaat Tirol. Het ongeveer zeven kilometer lange dal ligt ten noorden van Hall in Tirol en strekt zich eerst over een afstand van twee kilometer in noordwestelijke richting uit, om vervolgens verder naar het westen te verlopen. Het dal wordt daarbij geflankeerd door de bergtoppen van de Karwendel, onder andere door die van de Gleirsch-Halltal-keten. Het eerste deel van het dal is via een tolweg, welke een maximale stijging van 32% kent, te bereiken. Het achterste deel naar het plaatsje Herrenhäuser en de Issjöchl (1668 meter) is niet voor het verkeer toegankelijk. Het dal wordt doorstroomd door de Weißenbach met onder andere de bronnen Bettelwurfbründl en Maximilianbründl.
Het Halltal heeft een belangrijke rol gehad ten tijde van de zoutmijnbouw in de regio. De zoutwinning werd hier echter in 1967 gesloten. In Herrenhäuser zijn de overblijfselen van de mijnbouw nog goed zichtbaar. Het dal is tegenwoordig een startpunt voor veel bergbeklimmers, om de toppen van de omringende bergen, zoals de Großer Bettelwurf (2725 meter), de Speckkarspitze (2621 meter), de Kleine Lafatscher (2596 meter) en de Haller en de Thaurer Zunterkopf (1966 en 1918 meter, respectievelijk), te bereiken. In het voormalige klooster St. Magdalena (1287 meter) bevindt zich tegenwoordig een hotel. Aan de zuidzijde van de Bettelwurf ligt op 2079 meter hoogte de berghut Bettelwurfhütte van de sectie Innsbruck van de Österreichischer Alpenverein. In de zomer is tijdens de weekenden ook de Alpensöhnehütte onder de top van de Halltaler Zunterkopf geopend.